# Le Garn
Le Garn là một xã trong tỉnh Gard thuộc vùng Occitanie, phía nam nước Pháp. Xã Le Garn nằm ở khu vực có độ cao trung bình 180 mét trên mực nước biển.